# Falaropo
Falaropo é o nome comum dado às três espécies de aves caradriformes scolopacídeas classificadas no género Phalaropus.
Os falaropos são aves de pequeno-médio porte, 15 a 25 cm de comprimento, com patas longas e dedos lobados. A cor da plumagem varia consoante a estação, sendo monótona em tons de cinza, preto e branco durante a maioria do ano, mas adquirindo cores mais vivas (castanho e avermelhado) durante a época de reprodução.
Todos os falaropos são migratórios que se reproduzem a latitudes elevadas, migrando para Sul nos meses de Inverno, embora a sua distribuição geográfica varie consoante a espécie. Estas aves preferem habitats aquáticos, em zonas costeiras ou perto de lagos interiores, no caso do falaropo-de-wilson que se reproduz nos lagos salgados da América do Norte.
Os falaropos alimentam-se de pequenos invertebrados aquáticos, incluindo plancton, moluscos e vermes. O grupo apresenta uma técnica única de alimentação: enquanto está à procura de comida em águas de pouca profundidade, o falaropo nada depressa em círculos fechados, de forma a provocar um pequeno remoinho na água. Pensa-se que a táctica tenha a vantagem de provocar a subida de potencial alimentos do fundo.
Os hábitos de reprodução são uma característica distintiva deste grupo. Ao contrário da maioria das aves, são as fêmeas quem representa o papel activo na época de reprodução, lutando entre si pela posse dos machos e defendendo o território de nidificação das rivais. Após a postura, as fêmeas iniciam de imediato a migração para sul, deixando os machos para trás para tratar da incubação e cuidar das crias sozinhos. Também ao contrário da maioria das aves, o dimorfismo sexual dos falaropos é notório pelo facto de serem as fêmeas a apresentar maiores dimensões e plumagem mais colorida.

## Espécies
- Falaropo-de-bico-grosso - Phalaropus fulicarius
- Falaropo-de-bico-fino - Phalaropus lobatus
  - Época de reprodução: Círculo Ártico; Resto do ano: zonas costeiras tropicais e sub-tropicais
- Falaropo-de-wilson - Phalaropus tricolor
  - Época de reprodução: Lagos Salgados da América do Norte; Resto do ano: América do Sul